# جي بي يو-24
جي بي يو-24 (بالإنجليزية: GBU-24 Paveway III)‏: قنبلة جوية موجهة بالليزر، تستخدم للأغراض العامة، زنة 910 كجم (2000 رطل)، من صنع أمريكي. وهي من فئة قنابل بيفواي (PAVEWAY)، ودخلت في الخدمة منذ 1983. حاليا في الخدمة مع القوات الجوية الأمريكية، والبحرية الأمريكية، وقوات مشاة البحرية الأمريكية (المارينز)، ومختلف القوات الجوية لدول حلف شمال الأطلسي.

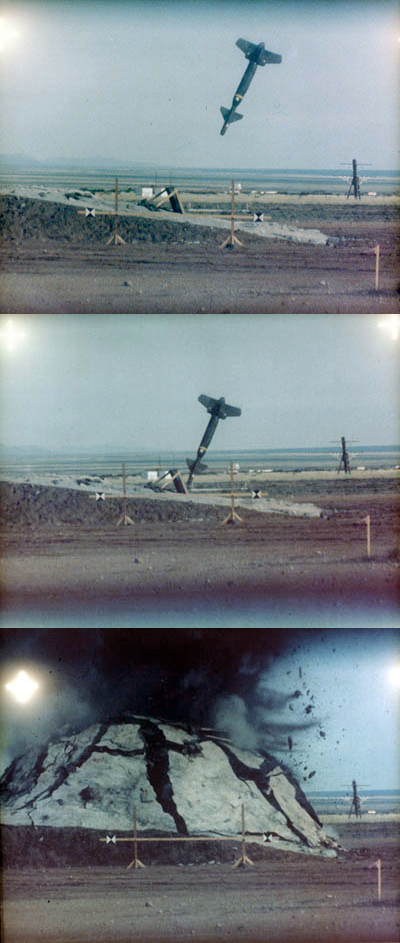
قنبلة موجهة من نوع جي بي يو-24 تضرب هدف تجريبي